# Monclar-de-Quercy
 Monclar-de-Quercy  es una población y comuna francesa, en la región de Mediodía-Pirineos, departamento de Tarn y Garona, en el distrito de Montauban y cantón de Monclar-de-Quercy.

## Demografía
| 1107 | 1153 | 949 | 980 | 1086 | 1265 |
| Para los censos de 1962 a 1999 la población legal corresponde a la población sin duplicidades (Fuente: INSEE [Consultar]) |      |     |     |      |      |